# Legendorf (Schmidgaden)
Legendorf ist ein Ortsteil der Gemeinde Schmidgaden im Landkreis Schwandorf des Regierungsbezirks Oberpfalz im Freistaat Bayern.

## Geografie
Legendorf liegt 4,5 Kilometer nördlich von Schmidgaden und 1,6 Kilometer nördlich der Bundesautobahn 6. Nördlich von Legendorf erhebt sich der 518 Meter hohe Legenberg. Legendorf liegt selbst auf einem Berggipfel, der ein Hochplateau bildet. Von dieser Höhe aus reicht der Blick an klaren Tagen bis zu den Vorbergen des Bayerischen Waldes, bis zum Oberpfälzer Seenland bei Schwandorf und bis zur Oberpfälzer Jura im Westen.

## Geschichte

### 11. und 18. Jahrhundert
Legendorf (auch: Lekendorf, Logkendorf, Leckendorf, Löckendorf, Löckhendorff) gehört zu den Dorf-Orten, die bei der deutschen Besiedelung des Nabburger Landes vom 9. bis zum 11. Jahrhundert entstanden.
Güter in Legendorf gehörten zum Besitz des Klosters Ensdorf. Aus dem Jahr 1389 ist der Verkauf eines Gutes an das Kloster Ensdorf durch einen Erhart Romer in Regensburg bezeugt. Im Jahr 1415 besaß das Kloster Ensdorf einen Hof in Legendorf.
Im Salbuch von 1473 wurde Legendorf mit einer Steuer von 4 Schilling aufgeführt. Im Salbuch von 1513 war Legendorf mit einem jährlichen Jägergeld von 2 Höfen und 2 Halbhöfen verzeichnet. Im Amtsverzeichnis von 1596 erschien Legendorf mit 2 ganzen Höfen und 2 Halbhöfen. Im Türkensteueranlagsbuch von 1606 waren für Legendorf 3 Höfe, 1 Gut, 2 Pferde, 6 Ochsen, 10 Kühe, 10 Rinder, 44 Schafe und eine Steuer von 12 Gulden und 59 Kreuzer eingetragen.
Während des Dreißigjährigen Krieges erlebte die Region einen Bevölkerungsrückgang. 1500, 1523, 1583 und 1712 hatte Legendorf 4 Untertanen. Allerdings wurden kleine Ortschaften wie Legendorf, die versteckt zwischen den Bergen mit etwas Abstand von den großen Durchzugsstraßen der verschiedenen Armeen lagen, oft von der plündernden und mordenden Soldateska verschont. Die Kriegsaufwendungen von Legendorf betrugen 322 Gulden.
Im Herdstättenbuch von 1721 erschien Legendorf mit 4 Anwesen, 5 Häusern und 5 Feuerstätten. Im Herdstättenbuch von 1762 mit 4 Herdstätten, 1 Inwohner und 1 Hirtenhaus mit 1 Inwohner. 1792 hatte Legendorf 3 hausgesessene Amtsuntertanen. 1808 gab es in Legendorf 4 Anwesen und ein Hirtenhaus.

### 19. und 20. Jahrhundert
1808 begann in Folge des Organischen Ediktes des Innenministers Maximilian von Montgelas in Bayern die Bildung von Gemeinden. Dabei wurde das Landgericht Nabburg zunächst in landgerichtische Obmannschaften geteilt. Legendorf kam zur Obmannschaft Rottendorf. Zur Obmannschaft Rottendorf gehörten: Rottendorf, Hohersdorf, Legendorf, Inzendorf, Kadermühle und Grimmerthal.
Dann wurden 1811 in Bayern Steuerdistrikte gebildet. Dabei kam Legendorf zum Steuerdistrikt Inzendorf. Der Steuerdistrikt Inzendorf bestand aus den Dörfern Inzendorf und Legendorf und der Einöde Kadermühle. Er hatte 18 Häuser, 134 Seelen, 150 Morgen Äcker, 50 Morgen Wiesen, 50 Morgen Holz, 2 Weiher, 15 Morgen öde Gründe und Wege, 2 Pferde, 36 Ochsen, 30 Kühe, 24 Stück Jungvieh, 40 Schafe und 20 Schweine.
Schließlich wurde 1818 mit dem Zweiten Gemeindeedikt die übertriebene Zentralisierung weitgehend rückgängig gemacht und es wurden relativ selbständige Landgemeinden mit eigenem Vermögen gebildet, über das sie frei verfügen konnten. Hierbei kam Legendorf zur Ruralgemeinde Gösselsdorf. Die Gemeinde Gösselsdorf bestand aus den Ortschaften Gösselsdorf mit 16 Familien, Windpaißing mit 7 Familien, Götzendorf mit 5 Familien, Scharlmühle mit 2 Familien, Inzendorf mit 15 Familien, Legendorf mit 7 Familien und Kadermühle mit 2 Familien.
Nach dem Zweiten Weltkrieg wurde 1946 durch die Militärregierung die Gemeinde Gösselsdorf aufgelöst. Gösselsdorf und Inzendorf kamen an Rottendorf, Legendorf und Windpaißing kamen an Brudersdorf und Götzendorf kam zu Kemnath am Buchberg. Als 1948 den Bürgern die Möglichkeit gegeben wurde, die alte Gemeinde Gösselsdorf wiederherzustellen, wurde diese Gelegenheit sofort ergriffen und die Gemeinde Gösselsdorf erstand neu mit den Gemeindeteilen Gösselsdorf, Inzendorf, Kadermühle, Legendorf, Windpaißing, Kulm, Götzendorf.
Im Januar 1972 wurde die Gemeinde Gösselsdorf erneut auseinandergerissen. Gösselsdorf, Inzendorf, Kadermühle und Legendorf kamen zur Großgemeinde Schmidgaden, Windpaißing und Kulm zur Stadt Nabburg und Götzendorf zu Kemnath am Buchberg.
Legendorf gehörte vom 18. bis zum 20. Jahrhundert zur Filialkirche Brudersdorf der Pfarrei Nabburg, Dekanat Nabburg. Zur Filialkirche Brudersdorf, gehörten neben Brudersdorf noch Legendorf, Etzelhof, Lissenthan, Diepoltshof, Passelsdorf, Obersteinbach, Fraunberg, Ragenhof und Windpaißing. 1997 gab es in Legendorf 22 Katholiken.

## Einwohnerentwicklung ab 1819
| Jahr | Einwohner  | Gebäude |
| ---- | ---------- | ------- |
| 1819 | 7 Familien | k. A.   |
| 1828 | 41         | 6       |
| 1838 | 45         | 6       |
| 1864 | 42         | 20      |
| 1875 | 48         | 29      |
| 1885 | 44         | 6       |
| 1900 | 48         | 7       |
| 1913 | 39         | 4       |

| Jahr | Einwohner | Gebäude |
| ---- | --------- | ------- |
| 1925 | 16        | 3       |
| 1950 | 23        | 3       |
| 1961 | 25        | 4       |
| 1964 | 25        | 4       |
| 1970 | 25        | k. A.   |
| 1987 | 24        | 4       |
| 2011 | 15        | k. A.   |